# 아사케촌
아사케촌(朝明村)은 일본 미에현 미에군에 설치되었던 촌이다. 현재의 고모노정의 북서부에 해당한다.